# Mo Rocca
Maurice Alberto «Mo» Rocca (28 de enero de 1969) es un humorista, periodista y actor estadounidense. Es corresponsal del programa dominical CBS Sunday Morning, anfitrión y creador de My Grandmother's Ravioli para Cooking Channel, y también presentador principal de The Henry Ford's Innovation Nation (en español: la nación de la innovación de Henry Ford), también de CBS.

## Biografía
Rocca nació en Washington, D.C., hijo de madre de ascendencia colombiana y de padre de ascendencia italiana. Rocca asistió a la preparatoria Georgetown, un colegio jesuita de varones del norte de Bethesda, Maryland. Se graduó de la Universidad de Harvard en 1991 como licenciado en letras. Fue presidente del Hasty Pudding Theatricals de Harvard, actuando en cuatro destacadas obras burlescas de la compañía  y coescribiendo Expectativas de gamuza.

## Carrera

### Escritor y productor
Rocca empezó su carrera de actuar el teatro en la visita al Sudeste Asiático del musical Grease (1993) y la producción de Molino de Papel Playhouse del Del sur Pacific (1994).
Su primer trabajo en televisión fue como escritor y productor para la Emmy y Peabody ganando serie televisiva de niño Galardonados Wishbone. También escriba para El Wubbulous Mundo de Dr. Seuss en el Nickelodeon y Pimienta Ann en ABC .
Sirvió como consultor editor a la revista de los hombres Perfect 10, el cual refiere a cuando habiendo "trabajado en porno," y fortaleció su estilo.
En 2011, ganó un Emmy como escritor para la 64.ª Planta anual de los Premios Tony.

### Sátira y periodismo

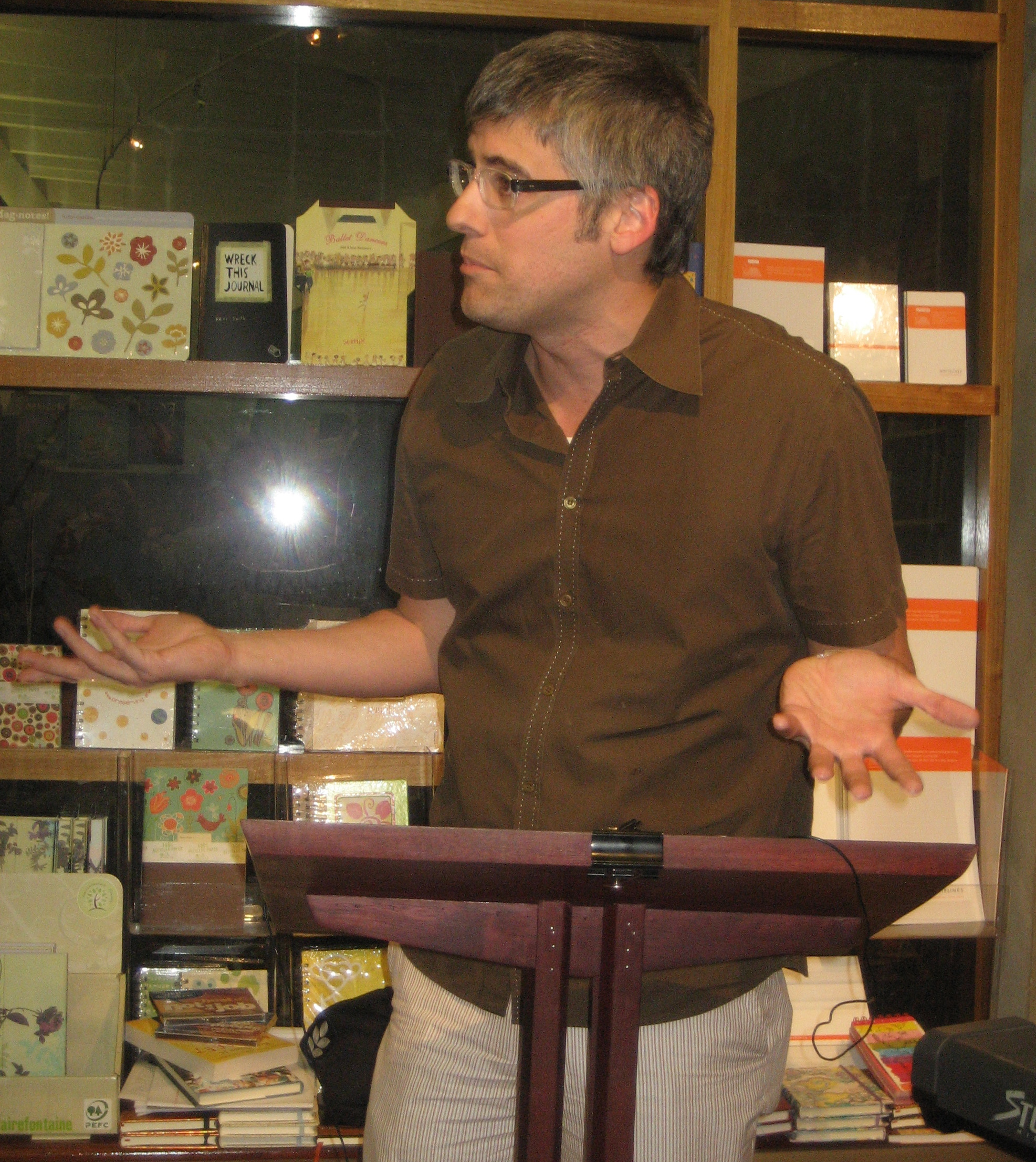
Espera de espera... No Me Dice! Recepción en Octavia Libros en Nueva Orleans (2010).

De 1998 a 2003, Rocca era un corresponsal regular para El Espectáculo Diario, el cual le dio su inicio en televisivo. Su cobertura de la campaña incluida en Indecisión 2000 y una característica regular llamó "Aquello es Bastante Interesante."
En 2004, sirvió como convención-corresponsal de piso para Larry King Vive en las convenciones Democráticas y Republicanas.
Fue un corresponsal regular para El Esta noche Espectáculo en la red de televisión de la NBC desde 2004 a 2008, y cubrió la elecciones de la presidencia de los Estados Unidos en 2008 para NBC.
Rocca Es un corresponsal regular a CBS Mañana de domingo con Charles Osgood. Su trabajo incluye historias de cubierta, características, y perfiles como de Rita Moreno y Sally Campo) con un énfasis en historia presidencial de los EE. UU.
Rocca Es un regular en Espera, Espera, No me Digas!, el espectáculo de concurso en NPR .
En 2012, comenzó como colaborador regular al entonces-nuevo CBS Esta mañana.

### Autor
Su novela satírica, Todos las Mascotas de los Presidentes: La Historia de Un Reportero Quién Rechazó Rodar, trata de presidentes americanos, sus mascotas, y reporteros, y estuvo publicado por Libros de Corona en 2004.

### Comida y otra televisión
Rocca Es el anfitrión y creador del programa El Ravioli de Mi Abuela en el Canal de Cocina, en cual recorre los Estados Unidos, aprendiendo cocinar de abuelas y abuelos en sus cocinas. Él anteriormente hacia como anfitrión de Comida(ografia) en el Canal de Cocina y era un juez regular encima Plancha Chef América en la Red de Comida .
Rocca Es también es el anfitrión del programa de La Nación de Innovación de Henry Ford.

### Broadway
En Broadway, Rocca jugó la función de Vicerrector Douglas Panch en El 25.º Anual Putnam Abeja de Ortografía del Condado.

### Película y otros medios de comunicación
Rocca apareció en la película Embrujada en 2005 y, en 2007, en la película independiente ciencia ficción comedia familiar Te Creo con compatriota del Espectáculo Diario Ed Helms. En 2012, Rocca era el único miembro abonó y el narrador del documental Disfunción Electoral, una película qué satirically analiza el americano votando sistema.
Su contribución a AOL Newsbloggers estuvo titulado Mo Rocca 180°: Sólo A medias tan Tedioso como el Noticiero Regular.